# Marco Reus
Marco Reus (Dortmund, 31. svibnja 1989.) njemački je nogometaš i nacionalni reprezentativac. Trenutačno igra za LA Galaxy.

## Karijera

### Klupska karijera
Reus je rođen u Dortmundu te je igrao u mladoj momčadi kluba Post SV Dortmund dok se 1996. pridružuje Borussiji Dortmund. Bio je član mlade momčadi sve do 2006. kada odlazi u Rot Weiss Ahlen. Igrač je kasnije igrao za klub i na profesionalnoj razini a 25. svibnja 2009. potpisuje za Borussiju Mönchengladbach.
Prvi gol za novi klub Reus je zabio 28. kolovoza 2009. protiv Mainza i od tada je postao važan napadač u klubu. Tako je na otvaranju sezone 2011./12. zabio sedam golova u 12 utakmica. Zbog toga je klub odlučio zadržati igrača ugovorom do 2015. i ugovornom klauzolom o njegovom otkupu za 18 milijuna eura.
4. siječnja 2012. napadač je potpisao za Borussiju Dortmund gdje je igrao kao junior. Iznos transfera je 17,5 milijuna eura, Reus je s klubom potpisao na pet godina a klubu će se pridružiti 1. srpnja 2012.
2012. mu je dodijeljena godišnja nagrada za najboljeg njemačkog nogometaša.

### Reprezentativna karijera
Reus je najprije igrao za njemačku U21 reprezentaciju za koju je debitirao 11. kolovoza 2009. protiv Turske. 6. svibnja 2010. Marco Reus je prvi puta pozvan u A momčad na prijateljsku utakmicu protiv Malte. Međutim, zbog ozljede u susretu protiv Bayer Leverkusena, igrač je 11. svibnja maknut s popisa.
Marco Reus je za Elf debitirao 7. listopada 2011. u utakmici protiv Turske. U svibnju 2012. njemački izbornik Joachim Löw uveo je igrača na popis reprezentativaca za Europsko prvenstvo u Ukrajini i Poljskoj. Na samom prvenstvu igrač je zabio gol u utakmici četvrtfinala protiv Grčke. Njemački nogometni izbornik objavio je u svibnju 2016. popis igrača za nastup na Europskom prvenstvu u Francuskoj, s kojeg je izostavio Reusa zbog ozljede.

#### Pogodci za reprezentaciju
Zadnji put ažurirano 29. ožujka 2015.
| #  | Datum               | Mjesto                                         | Protivnik  | Pogodak | Rezultat | Natjecanje                          |
| -- | ------------------- | ---------------------------------------------- | ---------- | ------- | -------- | ----------------------------------- |
| 1. | 26. svibnja 2012.   | St. Jakob-Park, Basel, Švicarska               | Švicarska  | 3:5     | 3:5      | Prijateljska utakmica               |
| 2. | 22. lipnja 2012.    | PGE Arena Gdańsk, Gdanjsk, Poljska             | Grčka      | 4:1     | 4:2      | EURO 2012.                          |
| 3. | 11. rujna 2012.     | Ernst Happel Stadion, Beč, Austrija            | Austrija   | 1:0     | 2:1      | Kvalifikacije za SP u Brazilu 2014. |
| 4. | 12. listopada 2012. | Aviva Stadium, Dublin, Irska                   | Irska      | 1:0     | 6:1      | Kvalifikacije za SP u Brazilu 2014. |
| 5. | 12. listopada 2012. | Aviva Stadium, Dublin, Irska                   | Irska      | 2:0     | 6:1      | Kvalifikacije za SP u Brazilu 2014. |
| 6. | 26. ožujka 2013.    | Grundig Stadion, Nürnberg, Njemačka            | Kazahstan  | 1:0     | 4:1      | Kvalifikacije za SP u Brazilu 2014. |
| 7. | 26. ožujka 2013.    | Grundig Stadion, Nürnberg, Njemačka            | Kazahstan  | 4:1     | 4:1      | Kvalifikacije za SP u Brazilu 2014. |
| 8. | 25. ožujka 2015.    | Fritz-Walter-Stadion, Kaiserslautern, Njemačka | Australija | 1:0     | 2:2      | Prijateljska utakmica               |
| 9. | 29. ožujka 2015.    | Boris Paichadze Dinamo Arena, Tbilisi, Gruzija | Gruzija    | 1:0     | 2:0      | Kvalifikacije za EURO 2016.         |

## Osvojeni trofeji

### Klupski
Borussia Dortmund
- Drugo mjesto UEFA Liga prvaka: 2012./13.

### Individualni
- Njemački igrač godine: 2012.

## Vanjske poveznice
- Profil igrača na Transfermarkt.de
- Profil igrača na Fussballdaten.de
- Profil igrača na web stranicama Njemačkog nogometnog saveza  Arhivirana inačica izvorne stranice od 29. listopada 2013. (Wayback Machine)